# Порі (порт)
Порт Порі (фін. Porin satama) — комплекс із трьох гаваней. На березі Ботнічної затоки в Порі, Фінляндія. Адміністрація порту Порі була заснована в 1780 році. Сьогодні Порт Порі є корпорацією, що належить місту.
Порт Порі має лінійне сполучення з кількома портами Північної Європи, наприклад Гамбургом, Гентом, Санкт-Петербургом і Тіспортом.

## Мянтилуото
Гавань Мянтилуото має доки для контейнерних перевезень і насипних вантажів. Вантажопідйомність крана до 200 тонн. 200-тонний кран Masa є найпотужнішим у фінських портах. Максимально дозволена осадка в Мянтилуото становить 12 м.

## Тахколуото
Насипна гавань Тахколуото має осадку 15,3 м, що дозволяє отримати доступ для великих суден.  В окремому районі працює нафтохімічна гавань.